# Store göl (Barnarps socken, Småland)
Store göl är en sjö i Jönköpings kommun i Småland och ingår i Lagans huvudavrinningsområde.